# Дардан (опера)
«Дардан» (фр. Dardanus) — музыкальная (лирическая) трагедия Жана-Филиппа Рамо, премьера которой состоялась 19 ноября 1739 года в Королевской музыкальной академии в театре Пале-Рояль в Париже. Либретто «Дардана» написал Шарль-Антуан Леклерк де Ла Брюер по мотивам «Метаморфоз» Овидия. Произведение состоит из пролога и пяти действий. Сюжет частично опирается на историю Дардана, сына Зевса (Юпитера) и Электры и легендарного предка троянцев.
Как это нередко было с произведениями Рамо, существует вторая версия оперы, созданная 21 апреля 1744 года, действие в которой сильно изменено (последние три акта были полностью переработаны), а также третья, появившаяся практически сразу за второй.
Если либретто часто подвергалось критике за его шаблонность и глупость, то Рамо как композитор редко бывал так вдохновлен, как создавая «Дардана», который изобилует незабываемыми страницами. Публика не была в восторге от оперы, а Жан-Батист Руссо относил её к музыке барокко, что в то время считалось оскорбительным.
«Дардан» — последняя из сохранившихся лирических трагедий Рамо с прологом, согласно традиции, установленной создателем жанра, Люлли. В 1784 году Антонио Саккини повторно использовал либретто, отредактированное Николя-Франсуа Гийяром, для создания своего собственного «Дардана».
В XX веке «Дардан» Рамо был исполнен четыре раза: в 1907 году в Дижоне, в 1979 году в Парижской опере, в 1983 году в Клермон-Ферране и, наконец, в 1998 году в концертной версии по случаю выхода записи Марка Минковского. Дардан был исполнен в октябре-ноябре 2009 года в Лилле, Кане и Дижоне под музыкальным руководством Эммануэль Аим в постановке Клода Бухвальда.

## 1739 год
«Дардан» появился в то время, когда дискуссия между сторонниками Рамо и сторонниками опер Жана Батиста Люлли приняла наиболее острую форму. Сценическая музыка Рамо вызывала споры с момента его дебюта в 1733 году с музыкальной трагедией «Ипполит и Арисия». Противники Рамо, так называемые люллисты, были консерваторами, обвинявшими его в разрушении французской оперной традиции, заложенной Люлли при короле Людовике XIV в конце XVII века. Тем не менее они не смогли отговорить Парижскую оперу от предложения Рамо заказов новых произведений. За «Ипполитом и Арисией» последовали опера-балет «Галантные Индии» в 1735 году и «Кастор и Поллукс» в 1737 году. В 1739 году Опера поручила Рамо написать не одну, а две новые партитуры: оперу-балет «Празднества Гебы», премьера которой состоялась 21 мая, и «Дардана». Это могло только подогреть полемические настроения, и было много тех, кто желал Рамо поражения.
Вполне вероятно, что Рамо приступил к работе над музыкой оперы только после премьеры «Празднеств Гебы», так что он должен был закончить произведение всего за пять месяцев. Есть некоторые свидетельства того, что либретто новой оперы должен был написать Вольтер, но у него не было готового текста под рукой, и поэтому он, возможно, предложил вместо этого использовать «Дардана» Леклерка де Ла Брюера. Ла Брюеру было всего 23 года, но он уже был автором четырёх оперных либретто, хотя ни одно из них не было таким масштабным, как «Дардан». С самого начала критики указывали, что при добротных стихах либретто грешит драматургической бессвязностью. Ла Брюер обвинялся в том, что связал воедино серию зрелищных сцен — магические заклинания, последовательность снов, появление монстра — без какого-либо учёта драматической логики и, таким образом, создал гибрид между трагедией в музыке и оперой-балетом, более легким жанром в мире музыки. Связь между действиями не имела большого значения. Драма двух влюбленных, разделенных тем, что они были выходцами из враждующих народов, также напоминала сюжеты двух недавних музыкальных трагедий: «Пирр» Руайе (1730) и «Джефте» Монтеклера (1732). По словам музыковеда, специалиста по творчеству Рамо, Сильви Буиссу, «Дардан» проигрывает по сравнению с этими моделями, лишенный их драматической напряженности и поистине трагических концовок.
Премьера «Дардана» состоялась 19 ноября 1739 года, прошло 26 спектаклей. Таким образом, произведение не снискало большого успеха, но оно и не стало полным провалом для Рамо, на который надеялись люллисты. Рамо и Ла Брюер, учтя критические замечания, внесли изменения в либретто и партитуру во время первого прогона оперы. Вскоре на «Дардана» появились пародии, что можно также считать своеобразным признанием: «Арлекин Дардан» (премьера состоялась в Комеди Итальен 14 января 1740 года) Шарля-Симона Фавара и «Жан де Дардан» Жана-Батиста-Луи Грессе (1739 или 1740 год).

## Редакция 1744 года

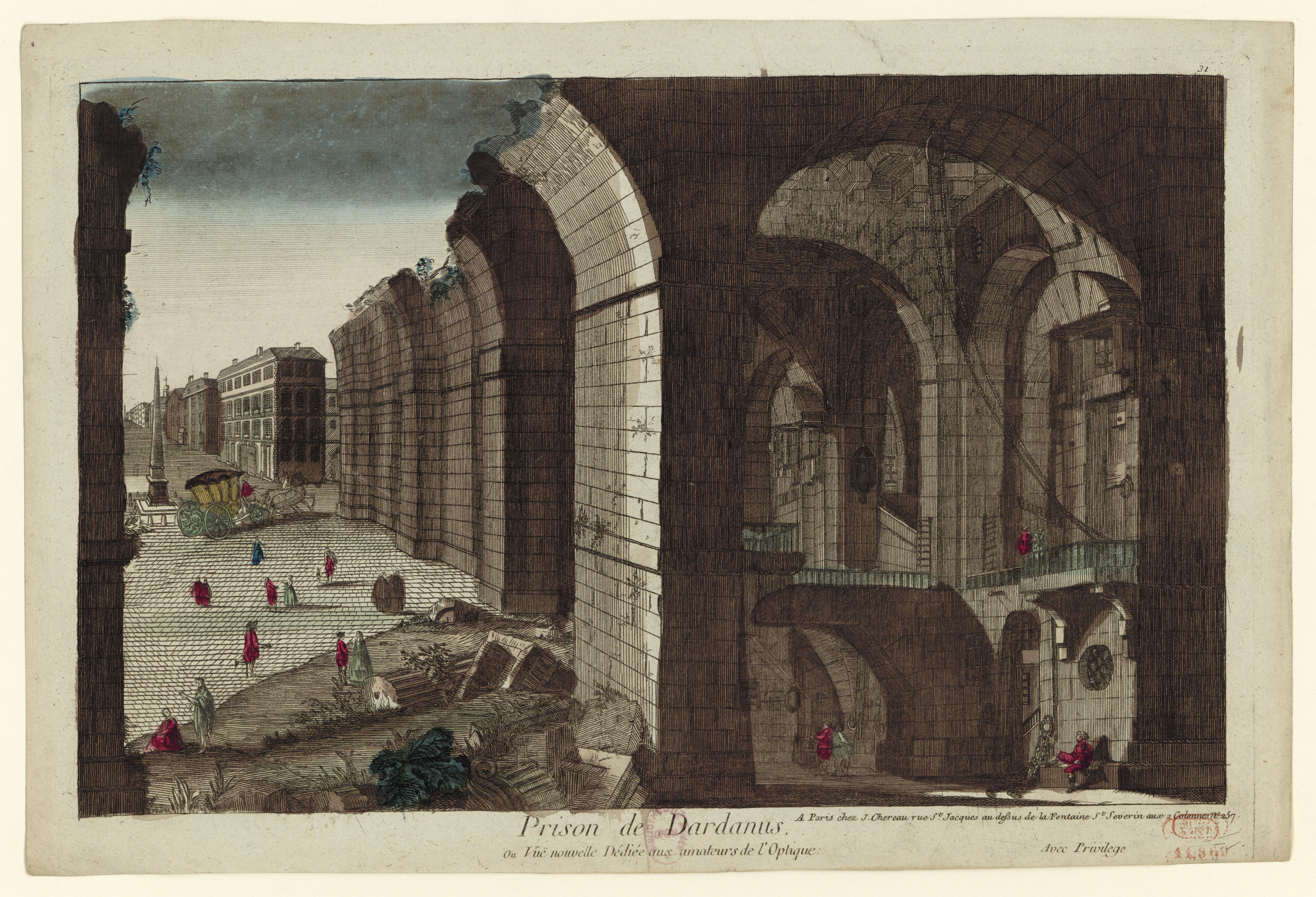
Темница Дардана

В течение следующих нескольких лет после премьеры «Дардана» Рамо не писал новых опер, но внес незначительные изменения в две свои старые партитуры для новых постановок «Ипполита и Арисии» в 1742 году и «Галантных Индий» в 1743 году . В 1744 году Рамо и Ла Брюер вернулись к «Дардану», тщательно переработав драму с помощью Симона-Жозефа Пеллегрина, в своё время написавшего либретто «Ипполита и Арисии». Последние три акта были полностью переделаны. В обновленной версии сюжет проще, меньше сверхъестественных событий и больше внимания уделяется раскрытию эмоциональных движений главных героев. Премьера новой редакции состоялась в Парижской Опере 23 апреля 1744 года . Третья редакция появилась сразу за второй — 15 мая того же года, но, судя по тому, что прошло всего лишь двадцать два спектакля, успеха у публики не имела.
Версия 1744 года привлекла мало внимания, интерес к ней возник лишь после возобновления 15 апреля 1760 года с Софи Арну, блестяще исполнившей партию Ифизы. На этот раз публика приветствовала её как одну из величайших работ Рамо . Декорации четвёртого акта, созданные Рене-Мишелем Слодцем, повторяли знаменитые офорты Пиранези, изображающие воображаемые тюрьмы, Carceri d’invenzione . Опера ставилась снова в 1768—1771 годах с либретто, изменённым Николя-Рене Жоливо и партитурой, переписанной Пьером Монтана Бертоном. Опера лишилась самых нелепых сцен, действие было изменено в сторону большего реализма. Опера в этой редакции выдержала сто двенадцать представлений и на этот раз была благосклонно принята зрителями. После 1771 года «Дардан» исчезает с оперной сцены.

## Современные постановки
В XX веке «Дардан» исполнялся несколько раз: в 1907 году в концертной версии в Schola Cantorum в Париже (26 апреля), а затем в том же году в Дижонской опере. В 1934 году он был исполнен в Алжире. В 1980 году Раймонд Леппард исполнил свою собственную гибридную версию партитур 1739 и 1744 годов в Парижской Опере.  Наконец, в 1997 и 1998 годах Марк Минковски провел серию концертных выступлений в Гренобле, Кане, Ренне и Лионе, которые легли в основу записи Deutsche Grammophon (2000). 
Американская профессиональная премьера труппы Wolf Trap Opera под руководством Чака Хадсона состоялась в июле 2003 года в Национальном парке исполнительских видов искусства Wolf Trap в пригороде Виргинии . Опера исполнялась в Сиднее в ноябре — декабре 2005 года Pinchgut Opera и Оркестром Антиподов. В Королевской академии музыки (Лондон) «Дардан» был поставлен в 2006 году. Во Франции опера была возобновлена в октябре — ноябре 2009 года и исполнялась в Лилле, Кане и Дижоне (дирижер Эммануэль Аим, постановка Клода Бухвальда). В апреле 2015 года Национальная опера Бордо с ансамблем «Пигмалион» под управлением Рафаэля Пишона исполнила версию 1739 года в Большом театре Бордо, в следующем году спектакль был выпущен на видео лейблом Harmonia Mundi.  Первое исполнение версии 1744 года в Великобритании состоялось 6 октября 2017 года английской гастрольной оперой в лондонском театре Хакни эмпайр.

## Действующие лица
- Дардан, сын Юпитера: тенор
- Ифиза, дочь царя Фригии: сопрано
- Антенор, жених Ифизы: бас
- Тевкр, царь Фригии: бас
- Исменор, повелитель магов: бас
- Аркас: тенор
- Венера: сопрано

## Содержание

### Пролог
Действие происходит во Дворце любви на Цитере. «Власть радостями, царствуй» поет Венера. Любовь и Грация поют и танцуют. Ревность пытается сорвать их торжество. Но, соединив Ревность, Неприятности и Подозрения, Венера просит их стать «нежным и нежным пылом» и поет ариетту «огненный Аквилон». Все народы празднуют удовольствие под торжественные звуки тамбурина.

### Акт 1
Сцена: место, полное мавзолеев в память о фригийских воинах, погибших в битве с Дарданом.
Во вступительной арии «Cesse, cruel Amour, de régner sur mon âme» Ифиза сетует на то, что она влюблена в Дардана, смертельного врага её отца Тевкра, короля фригийцев. Тевкр заявляет, что фригийцы скоро одержат победу над Дарданом, поскольку он только что заключил союз с принцем Антенором. Этот союз Тевкр пообещал скрепить браком своей дочери Ифизы с Антенором. Ифиза сомневается в возможности поражения Дардана, сына Юпитера, но фригийский народ все равно празднует свой будущий триумф. Ифиза решает обратиться за помощью к магу Исменору.

### Акт 2
Сцена: уединенное место на фоне храма.
Исменор поет о своей способности предвидеть будущее (ария «Tout l’avenir est présent à mes yeux»). Он удивлен, когда к нему приходит Дардан; так как, это царство Тевкра и, следовательно, вражеская территория. Однако, как жрец Юпитера, Исменор обещает быть верным другом сыну бога. Дардан говорит ему, что любит Ифизу. Маг вызывает духов и дает Дардану свою волшебную палочку: она позволит ему предстать перед Ифизой в образе Исменора. Дардан использует заклинание незадолго до прибытия Ифизы. Думая, что она разговаривает с Исменором, Ифиза признается, что влюблена в Дардана. Дардан больше не может скрываться и принимает своё истинное обличье. Ифиза отчаявшись, что их любовь когда-нибудь будет счастливой, убегает. Музыка, изображающая шум битвы, служит переходом между Актом 2 и Актом 3.

### Акт 3
Сцена: Галерея во дворце Тевкра.
Фригийцы победили Дардана в битве и взяли его в плен, заставив Ифизу оплакивать его судьбу (ария «Ô jour affreux»). Антенор узнает, что Ифиза любит Дардана, а не его. Фригийцы празднуют свою победу, но вскоре праздник прерывается появлением морского чудовища, которое прислано Нептуном. Антенор клянется убить монстра.

### Акт 4
Сцена: Морской берег, разорённый чудовищем.
Венера спасает Дардана в своей летающей колеснице. Она отводит его к берегу моря, где три Сна убаюкивают его, а затем пробуждают его, чтобы сразиться с монстром, разоряющим побережье. Антенор противостоит дракону («Monstre affreux, monstre redoutable»), но его спасает Дардан, который убивает монстра. Дардан ещё не рассказал Антенору, кто он такой.

### Акт 5
Сцена: на заднем плане дворец Тевкр; с одной стороны виден город; с другой — сельская местность и море.
Люди думают, что их спас Антенор (хор: «Anténor est victorieux»), но царь в сомнениях. Прибытие Дардана подтверждает истинную личность победителя чудовища. Антенор просит Тевкра позволить Дардану жениться на Ифизе. Царь колеблется, пока Венера не спускается с небес вместе Гименеем и Миром. Ифиза и Дардан поют дуэт «Des biens que Vénus nous dispense». Купидоны и Удовольствия танцуют во время праздника, а завершается опера монументальной чаконой.

## Музыка
Современные критики в целом согласны с оценкой современников Рамо слабости «Дардана» как драматического произведения , но с музыкальной точки зрения они рассматривают эту музыкальную трагедию как одно из самых богатых в музыкальном отношении произведений композитора. Катберт Гердлстон отметил качество и разнообразие музыки «Дардана» наряду с «Празднествами Гебы», а Грэм Сэдлер считает версию 1739 года «в музыкальном плане» «без сомнения, одним из самых вдохновляющих творений Рамо» . Рецензенты XVIII века отмечали, что «произведение было настолько наполнено музыкой […], что целых три часа никто в оркестре не успел даже чихнуть» .
Три основных эпизода чудес в версии 1739 года (магия Исменора, сцена снов и появление морского чудовища), хотя и ослабляли драматизм, предоставили Рамо идеальную возможность проявить свое музыкальное воображение. Во втором акте в музыкальном отношении выделяются магическая церемония с речитативом Suspends ta brillante carrière, в котором Исменор останавливает движение Солнца, танцы духов Ада и грозный хор магов Obéis aux lois d’Enfer, который почти полностью омофоничен (в нём приходится по одной ноте на каждый слог).  Последовательность снов, которые видит Дардан, восходит к так называемым sommeil более ранних опер французского барокко. Рамо создает серию арий, танцев, трио для Снов и симфоний (отрывков инструментальной музыки), чтобы передать гипнотическое состояние, «одновременно побуждающее ко сну, бодрствование и впечатление сна». Появление на оперной сцене морского чудовища — традиция, начало которой было положено Люлли в его «Персее» (1682). Рамо включил аналогичный эпизод в четвёртый акт своей первой лирической трагедии «Ипполита и Арисии». В «Дардане» он смешивает музыкальную тему чудовища с tempête, представлением бури посредством музыки, используя ломаные арпеджио.  Гердлстон оценил его как одну из «наиболее устойчивых звуковых картин Рамо, достойную сравнения с землетрясением в „Галантных Индиях“» .
Возможно, наиболее заметной новой музыкой в версии 1744 года является тюремный монолог Дардана Lieux funestes, одна из самых известных арий, созданных Рамо. 